# Flexi

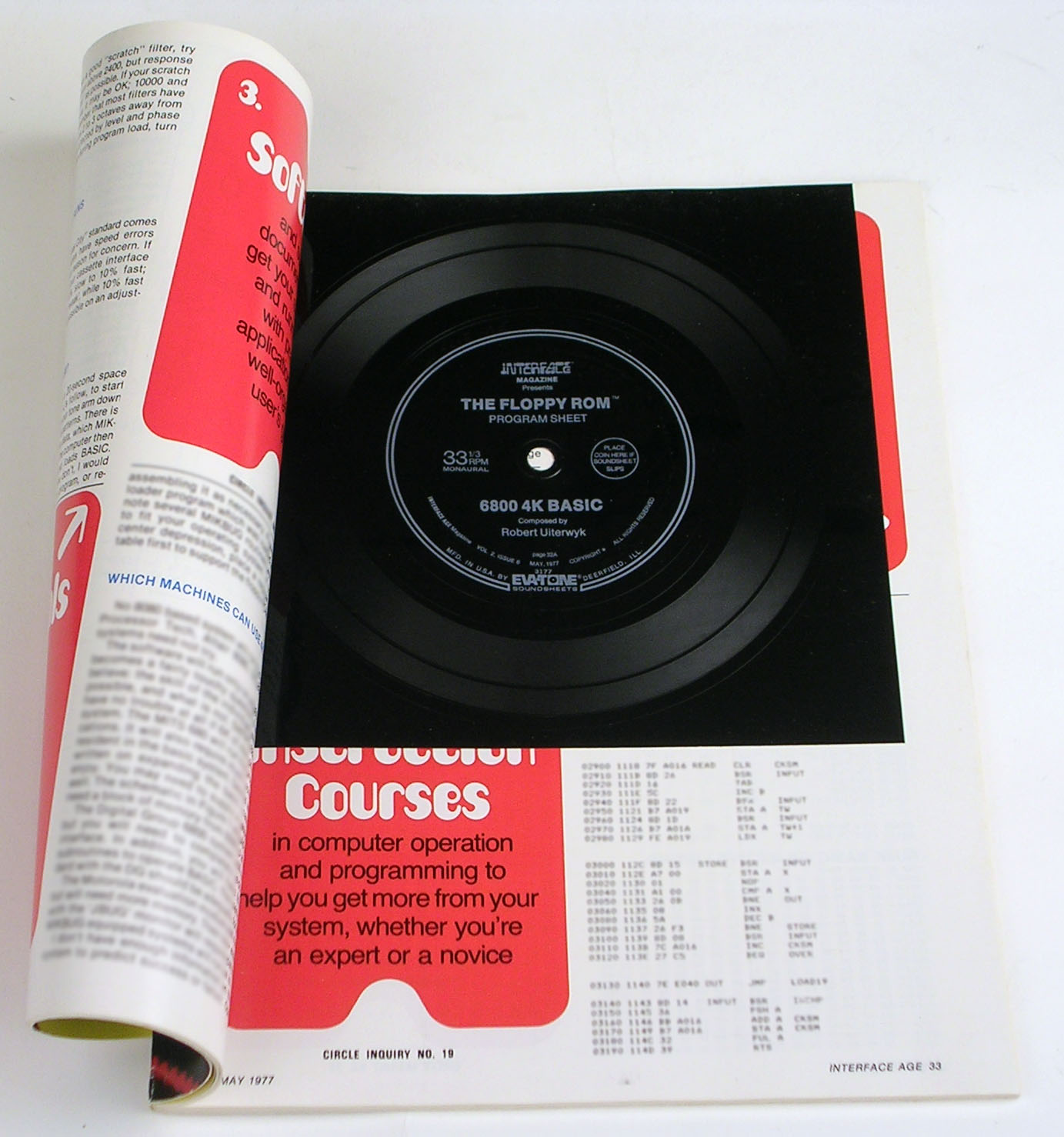
Płyta Flexi dołączona do magazynu

Flexi, polskie pocztówki, pocztówki dźwiękowe, listy dźwiękowe – elastyczna płyta gramofonowa, nośnik na którym rozpowszechniane były piosenki, często rejestrowane na użytek prywatny jako pamiątka lub prezent.

## Na świecie
W Związku Radzieckim listy dźwiękowe, bogatsze edytorsko od polskich pocztówek, były popularne w latach 50. Wydawano na nich zatwierdzane przez państwo pieśni, a nieaprobowane jazz czy rock funkcjonowały w drugim obiegu na tak zwanych kościach lub żebrach – „siódemkach” nagrywanych nieprofesjonalnie na kliszach rentgenowskich. Zwykle wytrzymywały około dziesięciu odtworzeń. Za czasów Chruszczowa klasyczne flexi w odcieniu niebieskim dołączano do magazynów Krugozor i Kołobok.
Podobne wydawnictwa funkcjonowały w latach 50. we Włoszech. Wytwórnia Fonoscope wydawała utwory pod nazwą La cartolina che canta.
W Stanach Zjednoczonych pocztówki dźwiękowe funkcjonowały jako krótkotrwała moda – zamieszczano na nich życzenia urodzinowe lub reklamy, dodawano do czasopism lub wydawano kolekcjonerskie limitowane nagrania.
Obecnie wyroby te wydawane są w limitowanych edycjach przez niszowe wytwórnie w USA czy Japonii.

## W Polsce
Choć nie zostały wynalezione w Polsce, w kręgach kolekcjonerów fonografii funkcjonują jako Polish postcards.
Pocztówki przyczyniły się do wzrostu popularności niektórych piosenek. Podczas gdy państwowe wytwórnie pozyskiwały licencje na zagraniczne nagrania długo i wybiórczo, fani samodzielnie załatwiali nagrania z zagranicy lub właśnie korzystając z pocztówek.
Polskie pocztówki funkcjonowały w obiegu od lat 60. do 80., kiedy zostały wyparte przez kasety i winylowe siódemki lepszej jakości. Wczesne pocztówki wykonywane były z kartonika powlekanego cienką warstwą winylu. Wczesną krajową technologię produkcji pocztówek opanowano na początku lat 60. w zakładach Pronit w Pionkach. W latach 70. inicjatywę przejęła Krajowa Agencja Wydawnicza i wówczas bardziej estetyczne pocztówki i wyższej jakości można było nabywać w kioskach Ruchu.
Zdaniem Olgi Drendy pocztówki dźwiękowe to „symbol polskiej popkultury czasów małej stabilizacji”.